# أ. إدوارد نيوتن
أ. إدوارد نيوتن (بالإنجليزية: A. Edward Newton)‏ هو كاتب أمريكي، ولد في 1863، وتوفي في 1940.

## وصلات خارجية
- أ. إدوارد نيوتن على موقع إن إن دي بي (الإنجليزية)